# Souterrain von Guissény
Das eisenzeitliche Souterrain von Guissény im Département Finistère ist eines von etwa 200 bekannten Souterrains in der Bretagne in Frankreich. Das Souterrain liegt in Ranhir, einem Ortsteil der Gemeinde Guissény.
Es lag unter einem vor etwa zehn Jahren errichteten Stallgebäude. Bei der Arbeit am Boden des Stalles kam es zu einem Geröllfund, der den Eingang zu einem Hohlraum verschloss. Nach der Öffnung wurde eine etwa 30,0 Meter lange Struktur entdeckt. Der Archäologe Michel Le Goffic untersuchte die Anlage, die ihre nächste Entsprechung etwa 16,0 km entfernt in Abers hat. Das für die Bretagne typische (rock-cut) Souterrain besteht aus vier unterschiedlich großen Kammern in einer Reihe. Die letzte, engste und tiefste ist aus bearbeiteten Steinen hergestellt.